# Pocuția

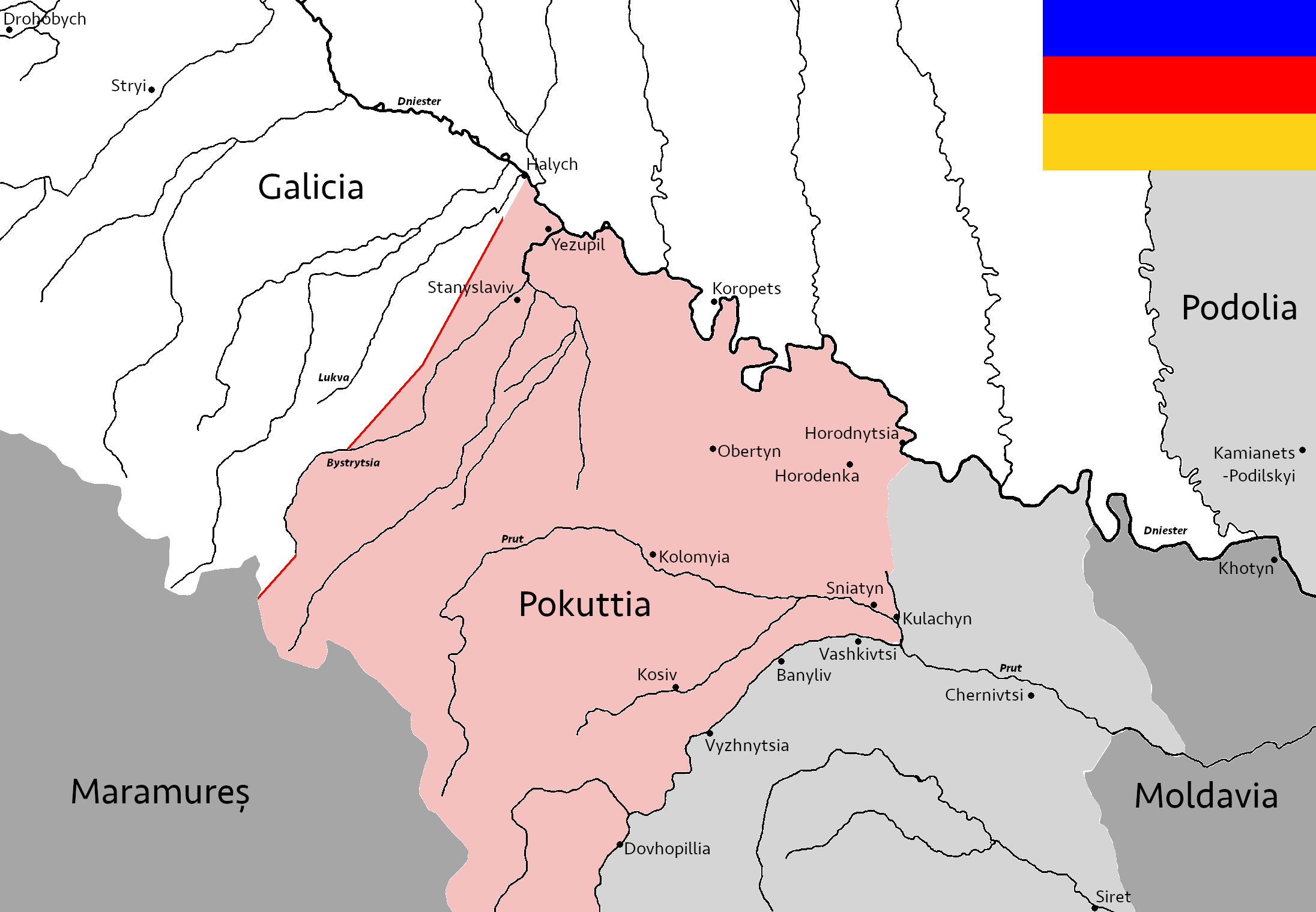
Harta Pocuției istorice (albastru-verde), după Jancu J. Nistor, Die moldauischen Ansprüche auf Pokutien, Viena 1910

Pocuția (în ucraineană Покуття, în poloneză Pokucie) este o subregiune istorică a Galiției, cuprinsă între râurile Bîstriția din Galiția (afluent al Nistrului) și Ceremuș (afluent al Prutului), în zilele noastre parte a Ucrainei. Din punct de vedere istoric, a fost o regiune culturală distinctă, locuită de ucraineni, polonezi și români. Centrul istoric al regiunii a fost orașul Colomeea. Denumirea regiunii poate fi tradusă prin "lângă colț", după numele orașului Cuturi (Cuti), care la rândul lui înseamnă „colț”.

## Istorie

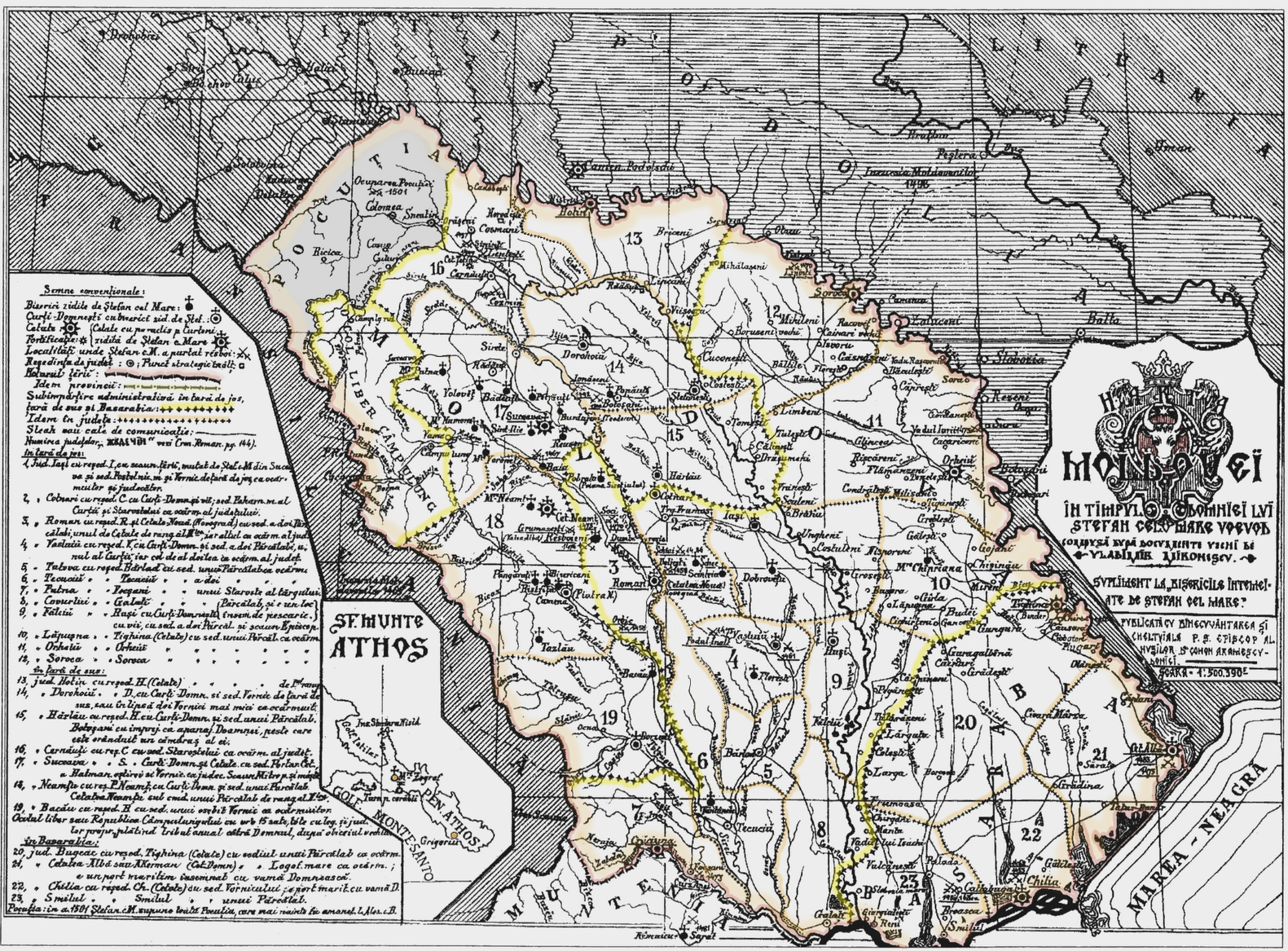
Moldova lui Ștefan cel Mare, cu Pocuția

Începuturile în zonă le fac dacii întinși în nord până la Vistula. Rezultat al romanizării populației dace (carpe) din aceste părți, românii erau locuitori de baștină în Galiția, lor adăugându-li-se imigranți români din Transilvania.
Începând cu 882, Pocuția aparține Rusiei Kievene, și mai apoi din 1113 unuia dintre statele sale succesoare : cnezatul de Halici-Volînia. Între 1205 - 1241, Pocuția a aparținut Ungariei, iar după 1241, Poloniei, pentru o scurtă perioadă.
În istoriografie e cunoscut cazul lui Otto al III-lea al Bavariei care la 1308 ajungând în captivitate la voievodul Transilvaniei, Ladislau Kán al II-lea a fost trecut la un voievod român „de peste munți” de unde a reușit să fugă la ruda sa, cneazul rutean al Haliciului. Amănuntele permit să se admită că țara voievodului român „de peste munți” se afla în sudul Haliciului la est de Carpați.
Regiunea a fost reanexată în 1349 de regele polonez Cazimir al III-lea. Cronicarul polonez Długosz pomenește de o expediție polonă în Moldova la 1359, înfrântă într-o pădure din Țara Șipenițului. 
În 20 ianuarie 1388, Petru al II-lea Mușat în unire cu fratele și co-regentul său Roman, împrumută pe socrul său Vladislav (care era în căutarea de fonduri necesare continuării războaielor cu Ordinul Cavalerilor Teutoni), regele Poloniei, cu 4000 de ruble, sumă redusă mai apoi la 3000 de ruble (493,440 kg argint fin) primind zălog Haliciul, înlocuit apoi cu Pocuția, pentru cazul în care suma nu ar fi fost restituită în trei ani. „Noile hotare” nu erau deloc un ținut străin dat fiind prezența elementului românesc în zonă. Lui Petru îi trebuia la nord hotar pe Nistru, iar regele Poloniei nu îl putea ceda chiar când trebuia să facă dovada destoiniciei sale, ci vându sub forma unui împrumut, teritoriul încălcat de moldoveni.

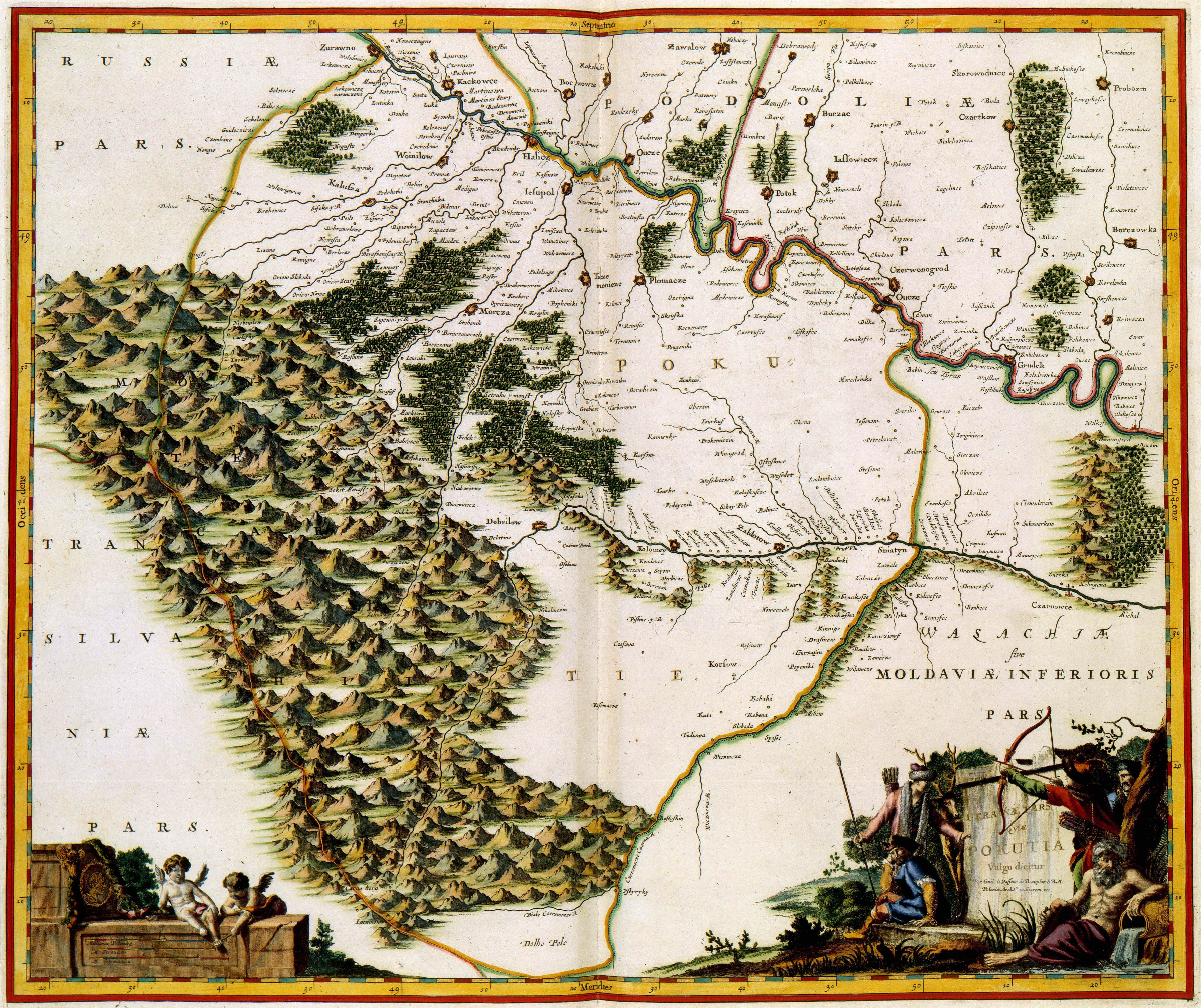
Hartă de Beauplan a Pocuției, 1648

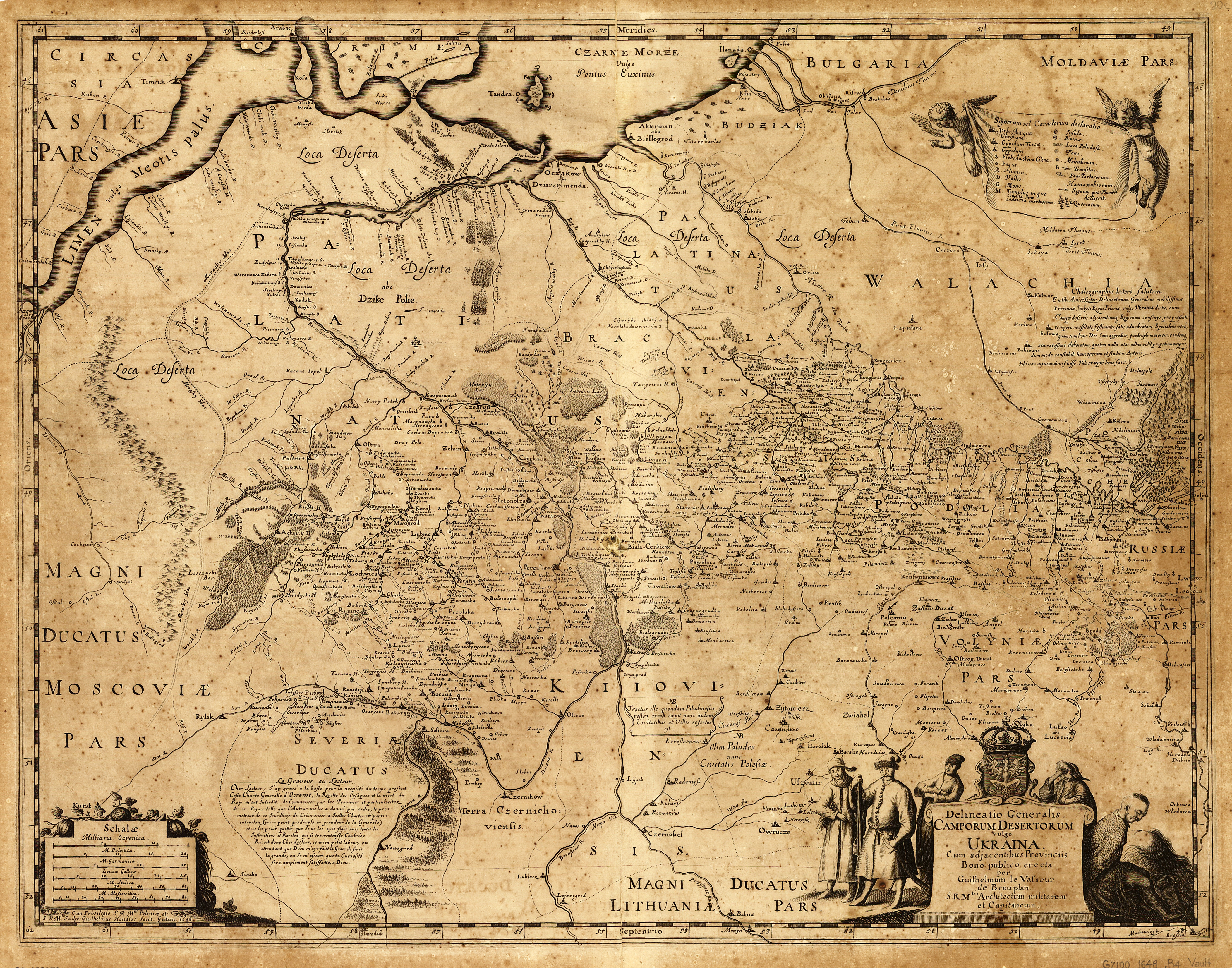
Harta Pocuției la 1648

Între anii 1331 și 1463, Pocuția este cumpărată, răscumpărată, cedată ca moștenire de câteva ori între Lituania și Polonia sfârșind la 1463 când Polonia o răscumpără adunând banii printr-un impozit aplicat locuitorilor provinciei.
În 1490, Ștefan cel Mare s-a socotit îndreptățit să reia Pocuția pe care Ștefan al II-lea o pierduse. Detașamente ale oștirii Moldovei au pătruns în Pocuția și la 22 august trupele lui Ștefan cel Mare dețineau deja Colomeea, Haliciul și asediau cetatea Sniatin, polonezii propunând negocieri în rezolvarea litigiului. Între 1490 și 1492 regiunea este bulversată de răscoala țărănească a lui Muha.
Regiunea a fost disputată între cele două state, deoarece sumele împrumutate de regele polonez nu au fost returnate niciodată. Prin victoria de la Codrii Cosminului din 1497, Ștefan își întăreste autoritatea. Polonezii vor tergiversa tratativele și ca urmare în octombrie 1503 trupele domnului Moldovei au pătruns în Pocuția prin locuri neștiute de poloni. Ștefan cel Mare a numit în fruntea administrației provinciei, moldoveni, a preluat veniturile provinciei, a reglementat ridicarea la oaste și în paralel invită partea adversă la tratative.
Pocuția a constituit obiect de dispută între Moldova și Polonia pe tot parcursul istoriei medievale. În vremea lui Petru Rareș existau în Pocuția 13 orașe și târguri și câteva sate locuite atât de ruteni cât și de moldoveni. În 1531, după bătălia de la Obertyn, Pocuția a fost recucerită de polonezii conduși de hatmanul Jan Tarnowski, care l-a învins pe domnitorul moldovean Petru Rareș.
În secolele XV - XVI un mare număr de sate din Galiția se conduceau după dreptul românesc (ius valachicum). Dovadă e și numele de proveniență românească a zeci și zeci de sate.
Mihai Viteazul a trimis pe Baba Novac cu circa 7.000 oșteni și pe Deli Marcu cu alți 3.500 în Pocuția cu scopul de a face demonstrație de forță și de a întârzia riposta Poloniei la opera unificatoare a voievodului.
În urma divizării Poloniei din 1772, Pocuția a devenit parte a Imperiului Austriac, fiind încorporată în Regatul Galiției și Lodomeriei.
După încheierea Primului Război Mondial și dizolvarea Austro-Ungariei, Pocuția a fost disputată de Polonia și de efemerul stat Național al Ucrainei Occidentale, care a avut capitala sa în Stanislău după pierderea Liovului. În timpul războiului polono-ucrainean și al intervenției Aliaților în războiul civil rus, trupele poloneze conduse de generalul Franciszek Kraliczek-Krajowski și românești conduse de generalii Nicolae Petala și Iacob Zadik au intrat în Pocuția în mai 1919, făcând legătura între Polonia și România ca să împiedice Republica Sovietică Federativă Socialistă Rusă și Republica Sovietică Ungaria să deschidă între ele un „coridor bolșevic” prin Pocuția și Maramureș. După o scurtă ocupație a estului regiunii, în august 1919, armata românească s-a retras, predând Pocuția autorităților poloneze. După războiul Polono-Sovietic, zona a rămas în cadrul Poloniei.
Drept urmare a partiției Poloniei din 1939 între Germania Nazistă și Uniunea Sovietică, Pocuția a fost încorporată în RSS Ucraineană, pentru ca, mai apoi, după declanșarea Operațiunii Barbarossa, zona să ajungă sub stăpânirea germană. După eliberarea ei de Armata Roșie, zona a rămas în cadrul RSS Ucrainene, iar în momentul de față face parte din regiunea Ivano-Frankovsk a Ucrainei.

## Galerie de imagini

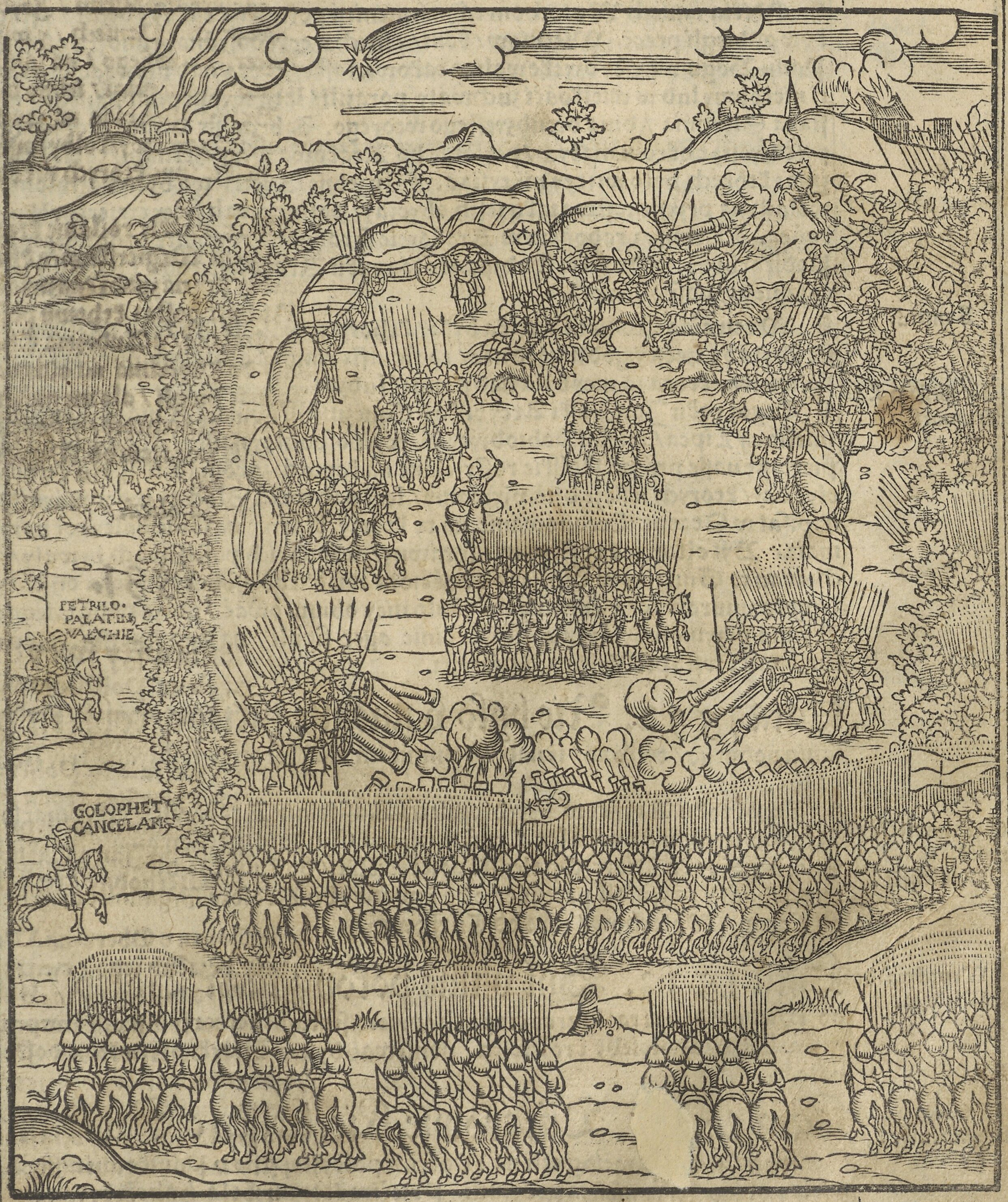
Bătălia de la Obertin (1531)
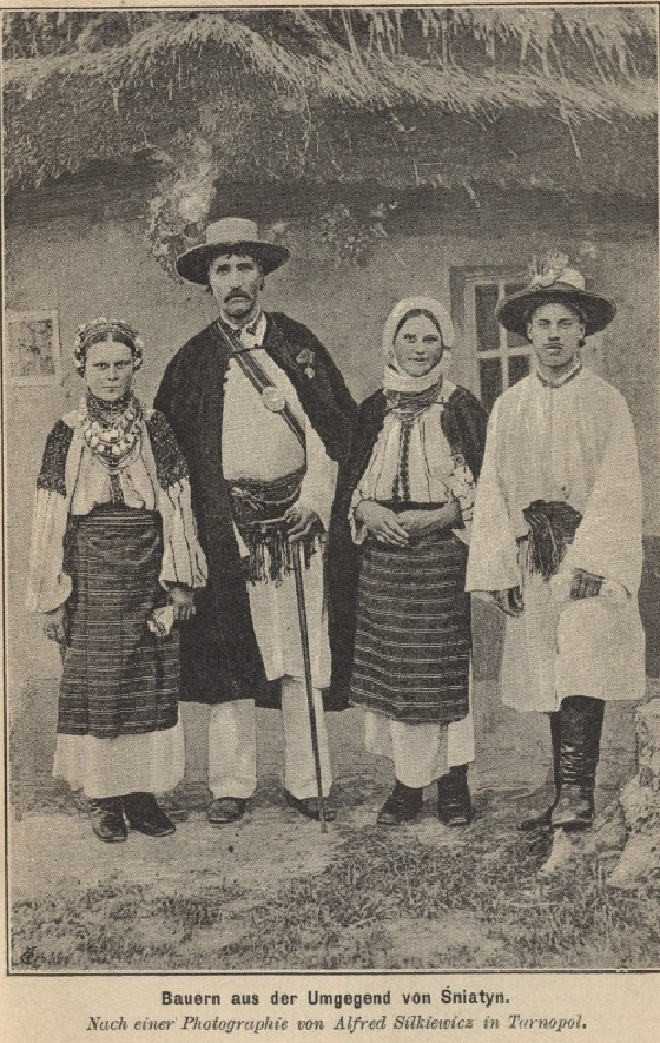
Pocuțeni en 1895
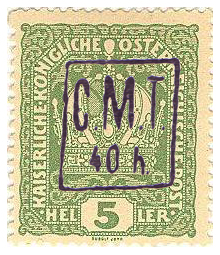
Marcă poștală austriacă cu supratipar românesc C.M.T. (Comandamanentul Militar Teritorial) emisă în anul 1919 la Colomeea, când armata română a ocupat Pocuţia
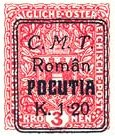
Marcă poștală austriacă cu supratipar românesc C.M.T. (Comandamanentul Militar Teritorial) emisă în anul 1919 la Colomeea, când armata română a ocupat Pocuţia
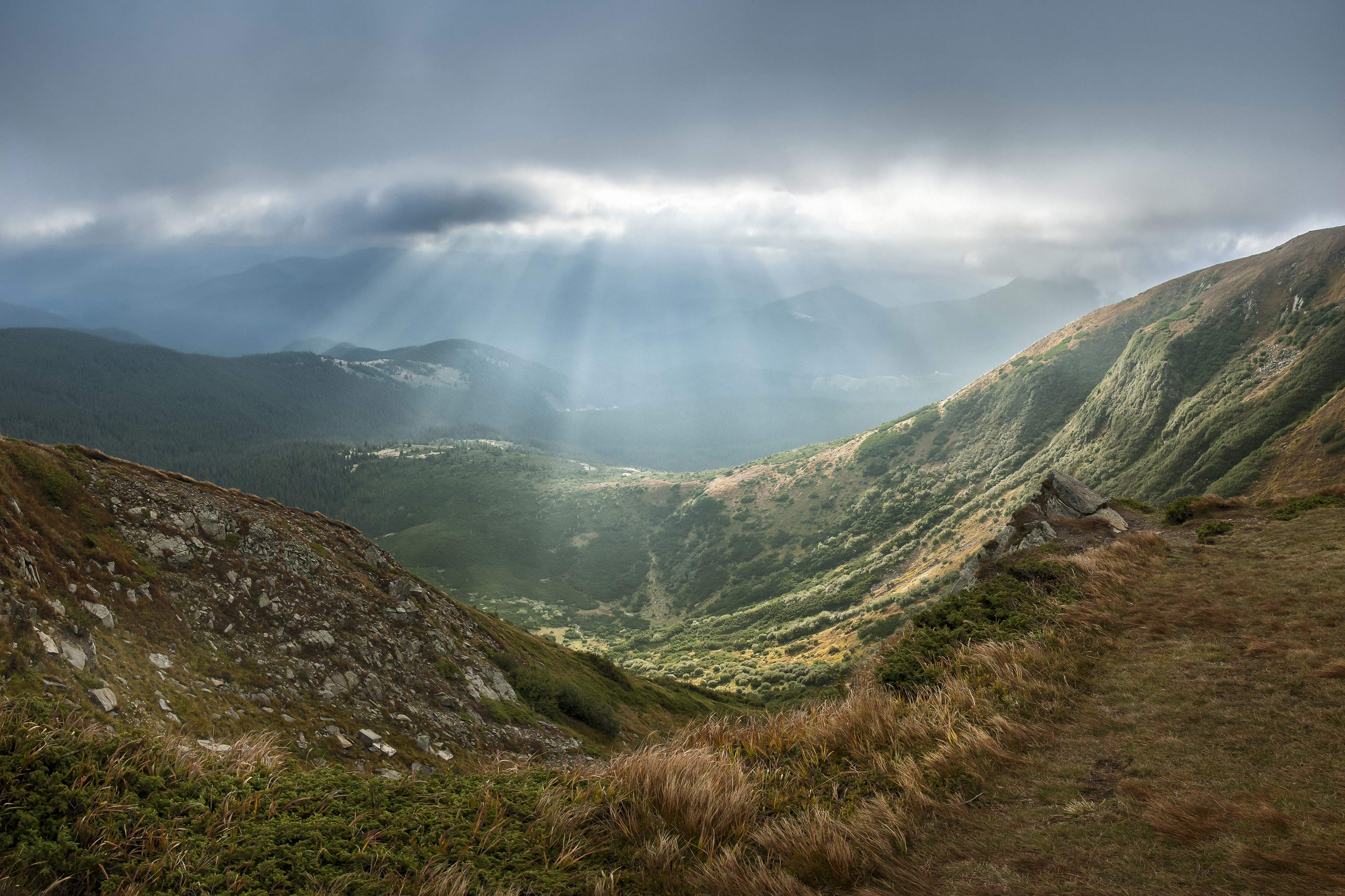
Muntele Hoverla în Carpații orientali
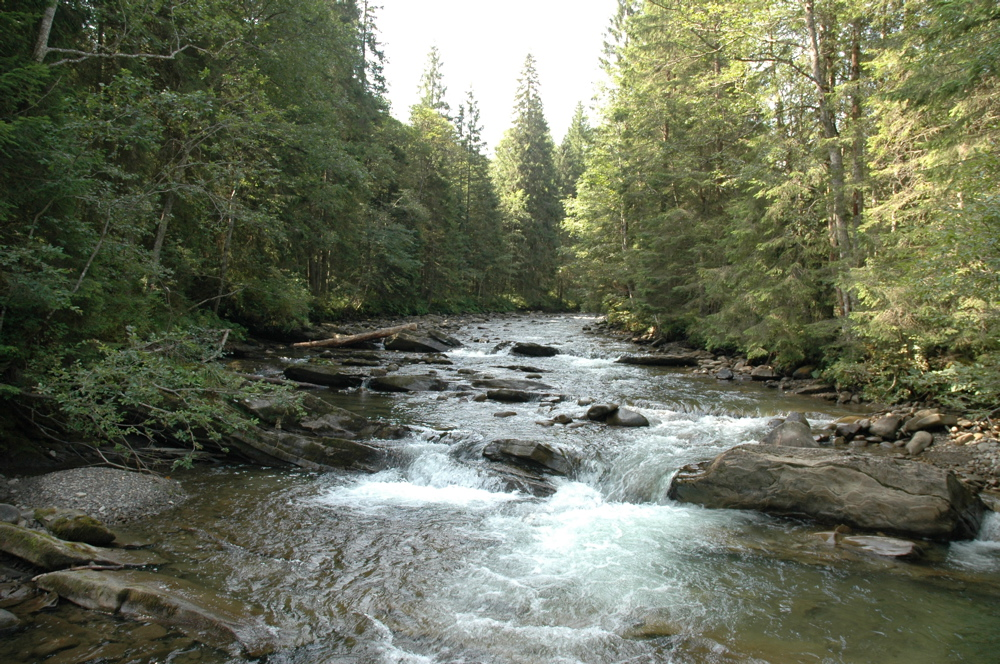
Cursul superior al râului Prut străbate în întregime Pocuţia înainte de a intra în Bucovina de Nord